# Asaccus granularis
Espèce
Asaccus granularis est une espèce de geckos de la famille des Phyllodactylidae.

## Répartition
Cette espèce est endémique de la province du Lorestan en Iran.

## Étymologie
Le nom spécifique granularis vient du latin granulum, le petit grain, la granule, en référence aux écailles granulaires qui couvrent le dos de ce saurien.

## Publication originale
- Torki, 2010 : Beschreibung eines neuen Asaccus (Reptilia: Phyllodactylidae) aus der Provinz Lorestan, Iran. Sauria, vol. 32, no 4, p. 3-16.